# Microserica bifasciata
Microserica bifasciata är en skalbaggsart som beskrevs av Ahrens 2003. Microserica bifasciata ingår i släktet Microserica och familjen Melolonthidae. Inga underarter finns listade i Catalogue of Life.